# Cornell Capa
Cornell Capa  (Budapest, 1918. április 14. – New York, 2008. május 23.) magyar származású, amerikai fényképész, a Magnum Photos tagja, Robert Capa fényképész-újságíró öccse.

## Élete
Friedmann Kornél néven született Budapesten. 18 éves korában Párizsba ment, hogy az akkor már fényképész-újságíróként jegyzett bátyjával, Robert Capával dolgozhasson együtt. 1937-ben New Yorkba utazott, hogy a Life magazinnál laborjában dolgozzon. Miután az amerikai légierőnél szolgált, 1946-tól a Life fotóriportere lett. Számos címlapfotót készített a magazin számára, köztük portrékat olyan ismert személyiségekről, mint a televíziós Jack Paar, a festő Grandma Moses, illetve Clark Gable.
1954 májusában testvére, Robert  Capa az indokínában zajló függetlenségi háború eseményeinek fotózása közben aknára lépett és meghalt. Cornell Capa csatlakozott a Magnum Photos fotóügynökséghez, amelyet részben testvére alapított még ugyanebben az évben. Capa számos fotót készített a Magnumnak a Szovjetunió, Izrael és az Egyesült Államok politikusairól.
Számos kiállítását követően 1974-ben New Yorkban megalapította az International Center of Photography intézményét, amelynek évekig igazgatójaként tevékenykedett. Capa számos fotósorozatát publikálta, köztük például a John F. Kennedy for President című kiadványt, vagy az 1960-as amerikai elnökválasztást bemutató anyagát. Többek között készített egy könyvet, amelyben bemutatja Kennedy elnökségének első 100 napját.
Cornell Capa felügyelte testvére hagyatékát, és őrködött emléke felett. Amikor Robert Capa egyik legismertebb képének – A milicista halála című fotó – eredetiségét megkérdőjelezték, Cornell Capa hosszas küzdelembe kezdett a kép megvédése érdekében, mely közben még a lefotózott katona azonosításával, halála pontos idejének megállapításával is foglalkozott.
Cornell Capa 2008. május 23-án New Yorkban hunyt el.

## Kötetei
- Farewell to Eden; szöveg Matthew Huxley, fotó Cornell Capa; Chatto and Windus, London, 1965